# Лонгфорд
Вижте пояснителната страница за други значения на Лонгфорд.
Лонгфорд (на английски: Longford; на ирландски: An Longfort) е град в централната част на северна Ирландия. Разположен е в едноименното графство Лонгфорд на провинция Ленстър на 91 km югоизточно от Слайгоу на 122 km северозападно от столицата Дъблин. Главен административен център е на едноименното графство Лонгфорд. Транспортен шосеен възел, има жп гара на линията Дъблин-Слайгоу. Населението му е 7622 жители от преброяването през 2006 г. 

## Спорт
Представителният футболен отбор на града носи името ФК Лонгфорд Таун. Дългогодишен участник е в ирландските Премиър лига и Първа дивизия.